# Sonata para piano n.º 12 (Beethoven)

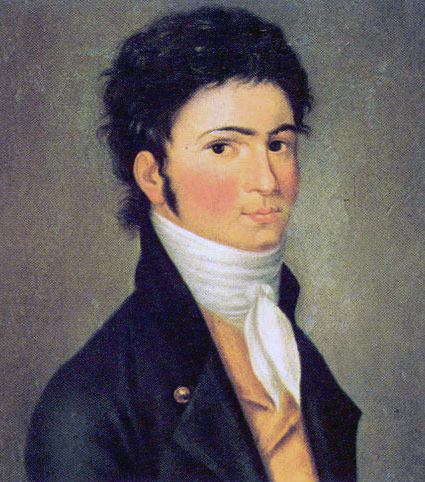
Beethoven en 1801.

La sonata para piano n.º 12 en la bemol mayor, Op. 26 fue compuesta por Ludwig van Beethoven entre 1800 y 1801; y fue publicada en 1802 bajo el título «Grande Sonate». La partitura está dedicada al príncipe Carl von Lichnowsky.

## Historia

### Composición
La composición de esta pieza se desarrolló entre 1800 y 1801, si bien los primeros borradores se remontan a 1795 y 1796. Este fue uno de los periodos creativos más productivos de Beethoven, durante el cual se crearon obras como el Septeto Op. 20, la Primera Sinfonía, el Concierto para piano n.º 2 y la Sonata para piano n.º 11 Op. 22. Esta es la primera sonata de Beethoven de la cual se conserva el manuscrito original de la partitura, que en la actualidad se encuentra en la Biblioteca Jagellónica de Cracovia.

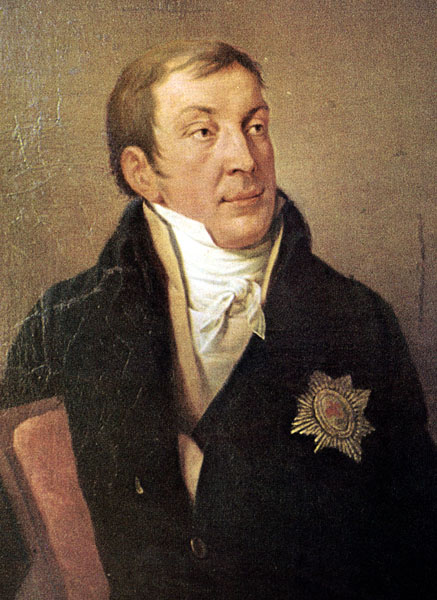
Príncipe Lichnowsky, dedicatario de la pieza.

### Publicación
La primera publicación de esta obra se anunció en el Wiener Zeitung el 3 de marzo de 1802 y fue llevada a cabo por el editor Giovanni Cappi en Viena. Se anunció la publicación conjunta de la sonata del Op. 26 con el título «Grande Sonate» y las dos sonatas Op. 27 bajo el título «Quasi una fantasia». Esta sonata marca el inicio de una serie de obras de carácter experimental que abarca el opus 26 y las dos sonatas que conforman el opus 27. En dichas composiciones el maestro alemán abandona los modelos de sonata clásica tradicional que había seguido en sus sonatas pianísticas hasta ese momento.
La dedicatoria que figura en la partitura impresa es para el Fürst (príncipe) Carl Alois von Lichnowsky, que era uno de sus mecenas más importantes. Poco después de que Beethoven llegara a Viena, Haydn le presentó al príncipe Lichnowsky y a su esposa Maria Christiane, que eran músicos aficionados y fervientes patrones de las artes. Durante varios años el príncipe y su esposa acogieron en su casa al joven compositor, le prestaron apoyo financiero e incluso organizaron reuniones en su casa en las que muchas de sus composiciones fueron interpretadas por primera vez. Además con su influencia le consiguieron el respaldo de otros aristócratas. Como muestra de gratitud, Beethoven dedicó al príncipe las siguientes composiciones musicales, todas anteriores a 1806: los tres Tríos para piano, Op. 1 (1795); las nueve variaciones para piano sobre «Quant'è più bello» de la ópera La molinara de Giovanni Paisiello, WoO 69 (1795); la Sonata para piano n.º 8 Op. 13 "Patética" (1798); la Sonata para piano n.º 12 Op. 26 (1801) y la Sinfonía n.º 2 (1802).
La Marcia funebre sulla morte d'un Eroe ("Marcha fúnebre, a la memoria de un héroe") fue interpretada en el propio funeral de Beethoven en 1827.

## Estructura y análisis
La sonata consta de cuatro movimientos:
- I. Andante con variazioni, en la bemol mayor 3
8
- II. Scherzo. Allegro molto, en la bemol mayor – Trio, en re bemol mayor 3
4
- III. Marcia funebre sulla morte d'un Eroe. Maestoso andante, en la bemol menor 4
4
- IV. Allegro, en la bemol mayor 2
4

La interpretación de esta obra dura aproximadamente 20 minutos. Se trata de la primera sonata de Beethoven, y según András Schiff de cualquier compositor, donde no se encuentra ningún movimiento con la estructura de una forma sonata estándar. Trastoca el tradicional orden del movimiento lento y el de danza que en las sonatas convencionales de cuatro movimientos pasando el scherzo a ser el segundo y el lento a ser el tercer movimiento en esta pieza. Este cambio también fue adoptado posteriormente por compositores como Frédéric Chopin, Aleksandr Skriabin, Serguéi Prokófiev o Samuel Barber.
Conforme a Charles Rosen, esta sonata marca un progreso significativo en los esfuerzos del maestro alemán de darle una individualidad indistinguible a cada nueva obra, como si no estuviera simplemente escribiendo una nueva sonata sino redefiniendo el género cada vez.

### I.Andante con variazioni
El primer movimiento, Andante con variazioni, está escrito en la tonalidad de la bemol mayor, en compás de 3/8 y sigue la forma de tema con cinco variaciones. 
- El tema inicial ha sido calificado de «exquisito lirismo»[12] y «profundo y hermoso melódicamente».[6] Carl Czerny, que era alumno de Beethoven, describió este tema como «noble» con un «carácter casi religioso». El tema presenta la forma a pequeña escala AABA, que mantienen el resto de variaciones.[1]

- La variación I rellena con arpegios los espacios entre las notas del tema.
- La variación II desplaza la melodía a la mano izquierda con un tratamiento ampuloso, mientras la derecha acompaña con rápidos acordes sincopados con un ligero efecto humorístico.
- La variación III es casi una inversión en modo menor de la segunda, ralentizándose considerablemente y trasladando el acompañamiento sincopado al bajo donde suenan una serie de amenazadores sforzandi. Sorprende la inusual tonalidad de la bemol menor que prepara la marcha fúnebre del tercer movimiento.[6]
- La variación IV regresa a la bemol mayor, la mano derecha expone el tema en pianissimo y con síncopas que van saltando por distintos registros del piano.[13]
- La variación V está marcada piano dolce con un ritmo de tresillos en el acompañamiento que se va acelerando progresivamente.

La pieza se cierra con una breve y solemne reaparición de la melodía inicial. El hecho de emplear un Andante con variaciones como primer movimiento fue una innovación que Mozart había introducido unas décadas antes en su Sonata para piano n.º 11 K. 331. Para Schiff la estructura de las variaciones imita la estructura de la sonata, correspondiendo el tema y las dos primeras variaciones al primer movimiento, la tercera variación corresponde a la marcha fúnebre, la cuarta al scherzo y la quinta al finale. 

### II.Scherzo. Allegro molto
El segundo movimiento, Scherzo. Allegro molto, está escrito en la bemol mayor y en compás de 3/4. Adopta una forma ternaria de minueto con trío salvo por la sección A del inicio que aparece marcada «La primi parte senza repetizione», es decir, sin repetir la primera parte. Este breve movimiento es similar al movimiento correspondiente de la Sinfonía n.º 1 Op. 21 escrita poco antes que esta pieza (1799-1800). El pequeño Trio, que tonalmente pasa a la subdominante, se ha comparado con un coral.

### III.Marcia funebre sulla morte d'un Eroe. Maestoso andante
El tercer movimiento, Marcia funebre sulla morte d'un Eroe. Maestoso andante, está escrito en la bemol menor y en compás de 4/4. Estructuralmente adopta una forma ternaria de tipo ABA, en la cual la parte B es un trío en la bemol mayor que consta de dos partes con indicaciones de repetición. Las notas percutidas de la mano izquierda dominan la sección central que contrasta mucho, pero después retoma su tranquilo clima de marcha. Se trata de la popular marcha fúnebre. No se conoce quién es el héroe mencionado y se ha sugerido que sea simplemente un recurso literario. Aquí, el paralelismo musical obvio es el segundo movimiento del de la, próxima en el tiempo, Sinfonía Eroica (1803). Este fue el único movimiento de sus sonatas que Beethoven arregló para orquesta.

### IV.Allegro
El cuarto y último movimiento, Allegro, retoma la tonalidad inicial y está en compás de 2/4. El cierre de la marcha conduce de forma inesperada y sin apenas pausa hacia el ligero y brillante Finale. Adopta la forma rondó con el patrón regular: ABACAB con una breve coda basada en la figuración de la sección A. La música fluye hacia un final tranquilo.

## Recepción de la obra
Esta sonata fue una de las piezas más populares de Beethoven durante el siglo XIX. Incluso en vida del compositor, la sonata gozó de gran popularidad en una primera etapa, ya que su disposición y declaración musical tocaban la fibra sensible del espíritu de aquella época. Esto se refleja, por ejemplo, en el número de arreglos que se hicieron de la obra a lo largo del tiempo. Por ejemplo, el primer movimiento fue adaptado como número de apertura de un ballet en 1830. En 1822, se escribió un arreglo de la sonata para cuarteto de cuerda. Además, le siguió un arreglo para dos guitarras e incluso una versión para trío masculino. Fue muy apreciada por los románticos; incluso Chopin, que rara vez interpretaba música de Beethoven en público, la incluyó en su repertorio.

## Influencia
El tema principal del Impromptu en la bemol major, Op. 142 n.º 2 de Schubert es sorprendentemente similar al tema del primer movimiento de esta sonata. Las frases de cuatro compases que abren ambas piezas son casi idénticas en la mayoría de los aspectos musicales (tonalidad, armonía, voicing, registro, ritmo y ritmo armónico). Otra conexión, menos obvia, existe con el tema principal, también en la bemol mayor, del movimiento Adagio en la Sonata para piano en do menor, D. 958, también de Schubert. Schubert puede haber tomado prestado el tema, como hacía normalmente con temas de otros compositores en sus obras.
Esta sonata fue muy admirada por Chopin, que repitió la estructura de scherzo, marcha fúnebre con forma ternaria y finale en su propia Sonata n.° 2, sin embargo, el primer movimiento de la sonata de Chopin sí era una forma sonata convencional.